# Noire de Crimée

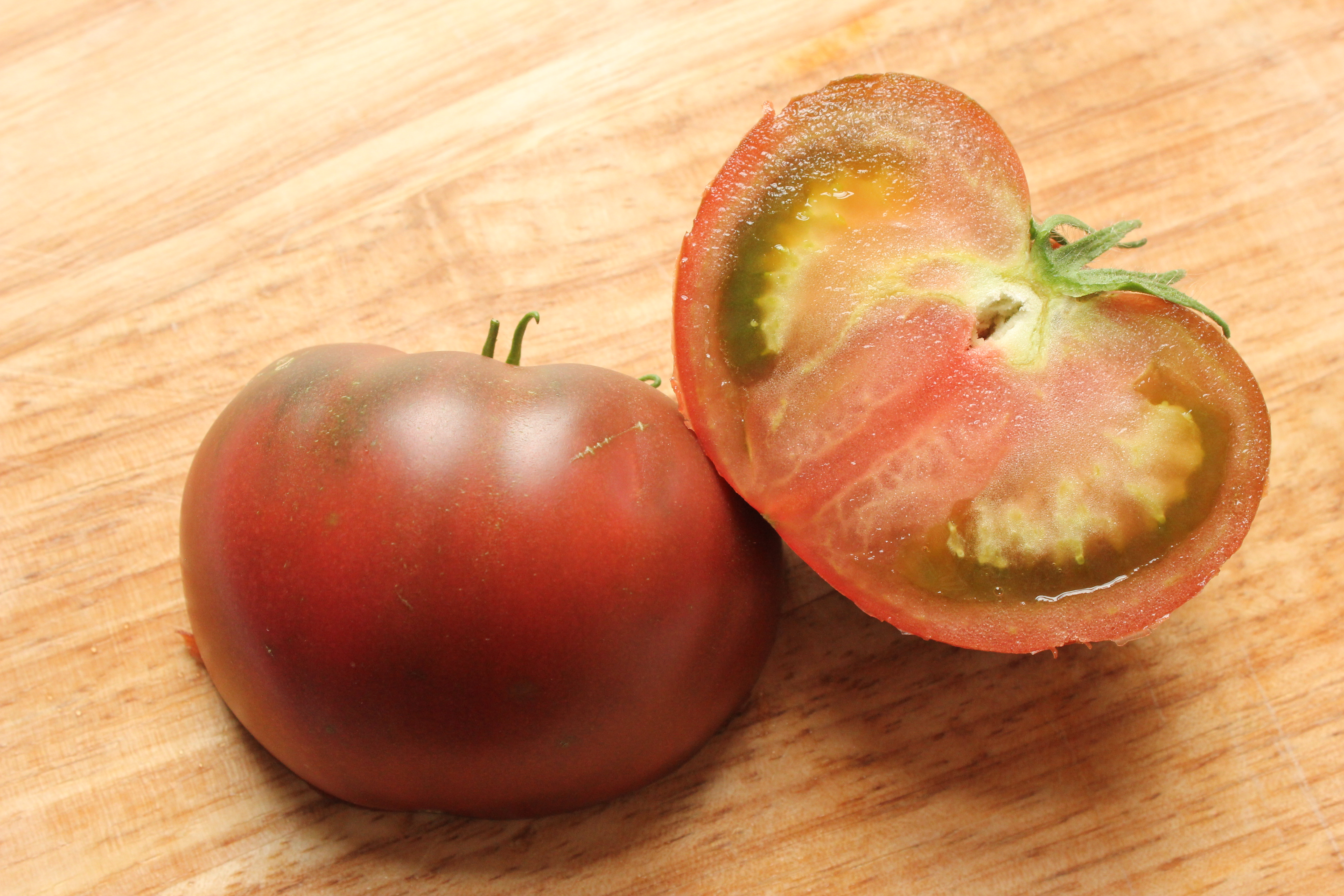
Noire de Crimée coupée en deux

La Noire de Crimée est une tomate ancienne originaire de Crimée, en Ukraine.

## Description
La plante est à pollinisation libre, indéterminée, portant des fruits globuleux aplatis de 250 grammes avec un diamètre d'environ 8–12 cm. La couleur unique de la baie est rouge-violet foncé à noir dans des conditions ensoleillées avec des épaules vertes/brunes. La plante peut atteindre jusqu'à 180 centimètres de hauteur si elle est dans une serre et un peu moins si elle est à l'extérieur. La baie est décrite comme ayant un goût « intense, avec une douceur équilibrée par l'acidité ».
La Noire de Crimée doit son nom à la péninsule de Crimée.

## Commercialisation
En 1990, elle est devenue la première tomate « noire » à être commercialisée aux États-Unis et est populaire sur la côte ouest pour son goût savoureux mais bien équilibré.